# Geroy – Der Held
Geroy – Der Held (russisch Герой Geroi, deutsch ‚Held‘) ist ein russisches Liebesdrama, das auf einer wahren Begebenheit basiert. Es spielt vor dem Hintergrund der Russischen Revolution und des darauffolgenden Bürgerkriegs sowie im heutigen Paris. Regie führte Juri Wassiljew, das Drehbuch stammt von Natalja Doroschkewitsch und Olga Pogodina-Kusmina.

## Handlung
Im Russland des Jahres 1914 wird der junge Andrei Dolmatow an einer angesehenen Kadettenschule in Sankt Petersburg ausgebildet. Er gehört einer wohlhabenden und einflussreichen Familie an und steht vor einer militärischen Karriere in der kaiserlichen Armee. Bei einem gesellschaftlichen Anlass begegnet er der jungen Prinzessin Wera Tschernyschewa, einer eleganten und gebildeten jungen Frau aus adligem Hause. Die beiden fühlen sich sofort zueinander hingezogen, und zwischen ihnen entsteht eine tiefgehende Liebesbeziehung. Ihre Zuneigung wächst trotz der gesellschaftlichen Konventionen und familiären Erwartungen, die einer Verbindung zwischen ihnen im Weg stehen.
Die junge Liebe wird jäh unterbrochen, als der Erste Weltkrieg ausbricht. Andrei wird an die Front geschickt, während Wera sich freiwillig zum Roten Kreuz meldet und als Krankenschwester verwundete Soldaten versorgt. Der Krieg, die Gewalt und die Umbrüche der Zeit verändern beide auf unterschiedliche Weise. Inmitten von Schlachten, Verlusten und wachsender politischer Instabilität wird ihre Beziehung auf eine harte Probe gestellt. Der Zusammenbruch des russischen Kaiserreiches, die Revolution und die Gefahr, in den Wirren unterzugehen, lassen Wera und Andrei schließlich voneinander getrennt zurück – ihre gemeinsame Zukunft scheint zerstört.
Ein Jahrhundert später, im Jahr 2016, lebt Andrei Kulikow, ein junger, wohlhabender und erfolgreicher Geschäftsmann, in Russland. Er ist ein direkter Nachfahre von Leutnant Dolmatow. Im Zuge einer Geschäftsreise reist er nach Paris, um das Grab seines Urgroßvaters aufzusuchen. Auf dem Friedhof stößt er auf ein altes Foto, das eine Frau aus dem frühen 20. Jahrhundert zeigt – eine Frau, deren Gesicht ihn auf unerklärliche Weise fesselt. Kurz darauf begegnet er zufällig einer jungen Frau namens Wera, die der Frau auf dem Foto verblüffend ähnelt. Auch sie wirkt zunächst geheimnisvoll und distanziert, doch zwischen ihr und Andrei entwickelt sich rasch eine emotionale Verbindung.
Je mehr Zeit Andrei mit Wera verbringt, desto mehr fühlt er sich in die Vergangenheit hineingezogen. Er beginnt, Nachforschungen über das Leben seines Vorfahren und über Vera Tschernyschewa anzustellen. Dabei stößt er auf persönliche Briefe, Tagebuchauszüge und andere historische Dokumente, die ihm nicht nur die Geschichte von Andrei und Wera näherbringen, sondern auch Parallelen zu seiner eigenen Situation erkennen lassen. Es scheint, als würde sich die Vergangenheit auf mysteriöse Weise wiederholen – oder zumindest als würde sie ihn zu etwas führen wollen.

## Produktion

### Musik
Die Filmmusik wurde von Eduard Artemjew komponiert, der zuvor mit dem russischen Regisseur Nikita Michalkow bei zahlreichen Filmen zusammengearbeitet hat, z. B. Zuhause unter Fremden, Die Sonne, die uns täuscht, Der Barbier von Sibirien, Sonnenstich.